# Aeródromo San Pedro de Atacama
El Aeródromo San Pedro de Atacama (OACI: SCPE) es un terminal aéreo ubicado junto a la ciudad de San Pedro de Atacama, Provincia de El Loa, Región de Antofagasta, Chile. Este aeródromo es de carácter público.